# Lowpoint
Lowpoint – obszar niemunicypalny w Stanach Zjednoczonych, w stanie Illinois, w hrabstwie Woodford.